# Teleogramma brichardi
Teleogramma brichardi är en fiskart som beskrevs av Poll, 1959. Teleogramma brichardi ingår i släktet Teleogramma och familjen Cichlidae. IUCN kategoriserar arten globalt som akut hotad. Inga underarter finns listade i Catalogue of Life.